# Fiston Mwanza Mujila
Fiston Nasser Mwanza Mujila (Lubumbashi, República Democràtica del Congo, 1981) és un escriptor congolès resident a Graz, Àustria.

## Biografia
Fiston Mwanza Mujila es va donar a conèixer quan va rebre la Medalla d'or dels premis literaris dels Jocs de la Francofonia de 2009, celebrats al Líban, amb seu text "La Nit".